# Flavio Sosipatro Carisio
Flavio Sosipatro Carisio (in latino Flavius Sosipater Charisius; Africa, ... – IV secolo) è stato un grammatico e politico romano.

## Biografia
Appartenente alla illustre famiglia Flavia e forse nativo dell'Africa, fu convocato a Costantinopoli per prendere il posto di Euanzio, un noto commentatore di Terenzio.

## Ars Grammatica
Carisio realizzò un’Ars Grammatica in cinque libri, indirizzati a suo figlio (non di madrelingua latina, come mostra la prefazione), giuntaci mutilaː infatti l'inizio del primo, una parte del quarto e la maggior parte del quinto libro sono perduti.
L'opera, che non è originale, è importante perché in essa Carisio riunisce e commenta opere di grammatici anteriori come Remmio Palemone, Giulio Romano e Comminiano.
La prima edizione a stampa dell'opera uscì a Napoli, con il titolo Institutionum grammaticarum libri quinque, ab A. Iano Parrhasio olim inventi, ac nunc primum a Io. Pierio Cyminio Iani auditore in gratiam adulescentium Cosentinorum editi, Neapoli, ex officina Ioannis Sulsbacchij Hagenovensis Germani, 1532.